# Gran Premio di Francia 2005
Il Gran Premio di Francia 2005 è stata la decima prova della stagione 2005 del Campionato mondiale di Formula 1. Si è corso domenica 3 luglio 2005 al circuito di Nevers Magny-Cours. La gara è stata vinta da Fernando Alonso su Renault, che ha preceduto sul traguardo il finlandese Kimi Räikkönen su McLaren e il tedesco Michael Schumacher su Ferrari.

## Vigilia

### Aspetti sportivi
Nelle prove libere del venerdì, oltre ai piloti titolari, partecipano alle due sessioni anche Pedro de la Rosa con la McLaren, Vitantonio Liuzzi con la Red Bull, Olivier Panis con la Toyota e Robert Doornbos con la Jordan.

## Prove

### Risultati
Nella prima sessione del venerdì si è avuta questa situazione:
| Pos | Nº | Pilota               | Costruttore      | Tempo    | Gap    | Giri |
| --- | -- | -------------------- | ---------------- | -------- | ------ | ---- |
| 1   | 35 | Pedro de la Rosa     | McLaren-Mercedes | 1:14.778 |        | 21   |
| 2   | 5  | Fernando Alonso      | Renault          | 1:15.183 | +0.405 | 10   |
| 3   | 6  | Giancarlo Fisichella | Renault          | 1:15.255 | +0.477 | 10   |

Nella seconda sessione del venerdì si è avuta questa situazione:
| Pos | Nº | Pilota             | Costruttore      | Tempo    | Gap    | Giri |
| --- | -- | ------------------ | ---------------- | -------- | ------ | ---- |
| 1   | 35 | Pedro de la Rosa   | McLaren-Mercedes | 1:14.460 |        | 35   |
| 2   | 10 | Juan Pablo Montoya | McLaren-Mercedes | 1:15.129 | +0.669 | 21   |
| 3   | 1  | Michael Schumacher | Ferrari          | 1:15.204 | +0.744 | 24   |

Nella prima sessione del sabato si è avuta questa situazione:
| Pos | Nº | Pilota               | Costruttore      | Tempo    | Gap    | Giri |
| --- | -- | -------------------- | ---------------- | -------- | ------ | ---- |
| 1   | 5  | Fernando Alonso      | Renault          | 1:23.939 |        | 11   |
| 2   | 6  | Giancarlo Fisichella | Renault          | 1:24.922 | +0.983 | 10   |
| 3   | 9  | Kimi Räikkönen       | McLaren-Mercedes | 1:26.483 | +2.544 | 5    |

Nella seconda sessione del sabato si è avuta questa situazione:
| Pos | Nº | Pilota               | Costruttore      | Tempo    | Gap    | Giri |
| --- | -- | -------------------- | ---------------- | -------- | ------ | ---- |
| 1   | 6  | Giancarlo Fisichella | Renault          | 1:14.466 |        | 16   |
| 2   | 17 | Ralf Schumacher      | Toyota           | 1:14.603 | +0.137 | 13   |
| 3   | 9  | Kimi Räikkönen       | McLaren-Mercedes | 1:14.649 | +0.183 | 14   |

## Qualifiche

### Resoconto
Il pubblico di casa esulta per la pole position ottenuta dalla Renault di Fernando Alonso davanti all'italiano Jarno Trulli, che conferma le sue abilità nel giro secco, mentre in seconda fila si qualificano Kimi Räikkönen e Michael Schumacher cercavano l'attacco alle prime posizioni. In terza fila si trovano invece Sato, che parte con una vettura molto leggera, e Rubens Barrichello. L'altra Renault di Fisichella ottiene solo la settima posizione, distanziata di mezzo secondo dal compagno di squadra.

### Risultati
Nella sessione di qualifica si è avuta questa situazione:
| Pos | Nº | Pilota               | Costruttore      | Tempo    | Distacco | Griglia |
| --- | -- | -------------------- | ---------------- | -------- | -------- | ------- |
| 1   | 5  | Fernando Alonso      | Renault          | 1:14.412 |          | 1       |
| 2   | 16 | Jarno Trulli         | Toyota           | 1:14.521 | +0.109   | 2       |
| 3   | 9  | Kimi Räikkönen       | McLaren-Mercedes | 1:14.559 | +0.147   | 13      |
| 4   | 1  | Michael Schumacher   | Ferrari          | 1:14.572 | +0.160   | 3       |
| 5   | 4  | Takuma Satō          | BAR-Honda        | 1:14.659 | +0.243   | 4       |
| 6   | 2  | Rubens Barrichello   | Ferrari          | 1:14.832 | +0.420   | 5       |
| 7   | 6  | Giancarlo Fisichella | Renault          | 1:14.887 | +0.475   | 6       |
| 8   | 3  | Jenson Button        | BAR-Honda        | 1:15.051 | +0.639   | 7       |
| 9   | 10 | Juan Pablo Montoya   | McLaren-Mercedes | 1:15.406 | +0.994   | 8       |
| 10  | 12 | Felipe Massa         | Sauber-Petronas  | 1:15.556 | +1.154   | 9       |
| 11  | 11 | Jacques Villeneuve   | Sauber-Petronas  | 1:15.699 | +1.287   | 10      |
| 12  | 17 | Ralf Schumacher      | Toyota           | 1:15.771 | +1.359   | 11      |
| 13  | 7  | Mark Webber          | Williams-BMW     | 1:15.885 | +1.473   | 12      |
| 14  | 8  | Nick Heidfeld        | Williams-BMW     | 1:16.207 | +1.795   | 14      |
| 15  | 14 | David Coulthard      | RBR-Cosworth     | 1:16.434 | +2.022   | 15      |
| 16  | 15 | Christian Klien      | RBR-Cosworth     | 1:16.547 | +2.135   | 16      |
| 17  | 19 | Narain Karthikeyan   | Jordan-Toyota    | 1:17.837 | +3.445   | 17      |
| 18  | 20 | Patrick Friesacher   | Minardi-Cosworth | 1:17.960 | +3.548   | 18      |
| 19  | 18 | Tiago Monteiro       | Jordan-Toyota    | 1:18.046 | +3.635   | 19      |
| 20  | 21 | Christijan Albers    | Minardi-Cosworth | 1:18.335 | +3.923   | 20      |

## Gara

### Resoconto
Al via Alonso scatta bene e prende subito un buon margine dagli inseguitori, guidati da Trulli, al solito sensibilmente più lento in gara, ma sempre impossibile da superare. Quando inizia la tornata di stop, il vantaggio dell’asturiano è già prossimo ai 25”. Michael Schumacher passa Trulli ai box, imbarcando meno benzina, dopo che i due erano entrati contemporaneamente. Comprensibilmente, data la posizione di partenza, sono le due McLaren ad andare più lunghe. Juan Pablo Montoya si ferma dopo venticinque giri, Räikkönen addirittura dopo ventotto, salendo rispettivamente al terzo e secondo posto. Fatta eccezione per il ritiro di Montoya dopo 46 giri, il resto della gara non offre emozioni di rilievo. Alonso gestisce a piacimento vincendo per la quinta volta in stagione davanti a  Räikkönen e Michael Schumacher, i soli altri classificati a pieni giri. Primi punti in stagione per la BAR.

### Risultati
I risultati del gran premio sono i seguenti:
| Pos | Nº | Pilota               | Costruttore      | Gomme | Giri | Tempo/Ritiro/Media         | Griglia | Punti |
| --- | -- | -------------------- | ---------------- | ----- | ---- | -------------------------- | ------- | ----- |
| 1   | 5  | Fernando Alonso      | Renault          | M     | 70   | 1:31:22.223 - 202.638 km/h | 1       | 10    |
| 2   | 9  | Kimi Räikkönen       | McLaren-Mercedes | M     | 70   | +11.805                    | 13      | 8     |
| 3   | 1  | Michael Schumacher   | Ferrari          | B     | 70   | +1:21.914                  | 3       | 6     |
| 4   | 3  | Jenson Button        | BAR-Honda        | M     | 69   | +1 giro                    | 7       | 5     |
| 5   | 16 | Jarno Trulli         | Toyota           | M     | 69   | +1 giro                    | 2       | 4     |
| 6   | 6  | Giancarlo Fisichella | Renault          | M     | 69   | +1 giro                    | 6       | 3     |
| 7   | 17 | Ralf Schumacher      | Toyota           | M     | 69   | +1 giro                    | 11      | 2     |
| 8   | 11 | Jacques Villeneuve   | Sauber-Petronas  | M     | 69   | +1 giro                    | 10      | 1     |
| 9   | 2  | Rubens Barrichello   | Ferrari          | B     | 69   | +1 giro                    | 5       |       |
| 10  | 14 | David Coulthard      | RBR-Cosworth     | M     | 69   | +1 giro                    | 15      |       |
| 11  | 4  | Takuma Satō          | BAR-Honda        | M     | 69   | +1 giro                    | 4       |       |
| 12  | 7  | Mark Webber          | Williams-BMW     | M     | 68   | +2 giri                    | 12      |       |
| 13  | 18 | Tiago Monteiro       | Jordan-Toyota    | B     | 67   | +3 giri                    | 19      |       |
| 14  | 8  | Nick Heidfeld        | Williams-BMW     | M     | 66   | +4 giri                    | 14      |       |
| 15  | 19 | Narain Karthikeyan   | Jordan-Toyota    | B     | 66   | +4 giri                    | 17      |       |
| Rit | 10 | Juan Pablo Montoya   | McLaren-Mercedes | M     | 46   | Idraulica                  | 8       |       |
| Rit | 21 | Christijan Albers    | Minardi-Cosworth | B     | 37   | Incidente                  | 20      |       |
| Rit | 20 | Patrick Friesacher   | Minardi-Cosworth | B     | 33   | Pneumatico                 | 18      |       |
| Rit | 12 | Felipe Massa         | Sauber-Petronas  | M     | 30   | Idraulica                  | 9       |       |
| Rit | 15 | Christian Klien      | RBR-Cosworth     | M     | 1    | Pressione carburante       | 16      |       |

## Classifiche Mondiali

### Piloti
| Pos | Pilota               | Punti |
| --- | -------------------- | ----- |
| 1   | Fernando Alonso      | 69    |
| 2   | Kimi Räikkönen       | 45    |
| 3   | Michael Schumacher   | 40    |
| 4   | Jarno Trulli         | 31    |
| 5   | Rubens Barrichello   | 29    |
| 6   | Nick Heidfeld        | 25    |
| 7   | Mark Webber          | 22    |
| 8   | Ralf Schumacher      | 22    |
| 9   | Giancarlo Fisichella | 20    |
| 10  | David Coulthard      | 17    |
| 11  | Juan Pablo Montoya   | 16    |
| 12  | Felipe Massa         | 7     |
| 13  | Tiago Monteiro       | 6     |
| 14  | Alexander Wurz       | 6     |
| 15  | Jacques Villeneuve   | 6     |
| 16  | Jenson Button        | 5     |
| 17  | Narain Karthikeyan   | 5     |
| 18  | Christijan Albers    | 4     |
| 19  | Pedro de la Rosa     | 4     |
| 20  | Christian Klien      | 4     |
| 21  | Patrick Friesacher   | 3     |
| 22  | Vitantonio Liuzzi    | 1     |

### Costruttori
| Pos | Team             | Punti |
| --- | ---------------- | ----- |
| 1   | Renault          | 89    |
| 2   | McLaren-Mercedes | 71    |
| 3   | Ferrari          | 69    |
| 4   | Toyota           | 53    |
| 5   | Williams-BMW     | 47    |
| 6   | RBR-Cosworth     | 22    |
| 7   | Sauber-Petronas  | 13    |
| 8   | Jordan-Toyota    | 11    |
| 9   | Minardi-Cosworth | 7     |
| 10  | BAR-Honda        | 5     |